# نام یونان
نام یونان (یونانی: Ελλάς, Ελλάδα) در یونانی در مقایسه با اسامی مورد استفاده در کشور در زبانها و فرهنگهای دیگر، درست مانند نام یونانیان متفاوت است. نام باستانی و امروزی کشور Hellas یا Hellada (به یونانی: Ελλάς، Ελλάδα؛ به زبان چند صدایی: Ἑλλάς، Ἑλλάδα) است و نام رسمی آن Hellenic Republic, Helliniki Dimokratia (Ελληνική Δημοκρατία [eliniˈci ðimokraˈti.a]) است. در زبان انگلیسی، معمولاً این کشور Greece نامیده می‌شود که از زبان لاتین Graecia (که توسط رومیان استفاده می‌شود) آمده‌است.

## هلنی‌ها
برخلاف نام رایج در انگلیسی که به عنوان Greece شناخته می‌شود آنها هرگز خود را «Greek» نمی‌نامیدند. در حقیقت، آنها خود را هلنی (Hellenes) و منطقه هِلِس می‌نامند.

## ایونیان
یکی از چهار گروهی بودند که یونانیان باستان باور داشتند یونانیان خالص به آن سه دسته تقسیم شدند. گروه‌های دیگر: دوری‌ها، آخه‌ای‌ها و ائولانس‌ها بودند. ایونیان عمدتاً در آناتولی، معروف به آسیای صغیر زندگی می‌کردند، بنابراین بیشتر در تماس با تمدن آسیایی بودند، بنابراین قومیت آنها معمولاً برای همه هلنی‌هااستفاده می‌شد.
نام یونان (Yūnān)، در زمان امپراتوری هخامنشی (۵۵۰–۳۳۳ قبل از میلاد) از طریق فارسی قدیم آمده‌است.
واژه «یونان» نام فارسی این کشور است و این نام از ایونیا منطقه یونانی‌نشین آسیای صغیر گرفته شده‌است. نام یونان نامی است که مردم باستانی شرق برای اشاره به یونانی‌ها به کار می‌بردند که از زبان پارسی باستان آمده و این واژه نیز از زبان یونانی و از شهر ایونیا در کناره غربی آسیای صغیر گرفته شده‌است. تمام ملت‌های زیر تسلط ایرانی‌ها با این نام که از واژه سانسکریت Yavana گرفته شده بود، خو گرفتند. در آغاز در دستور زبان پانینی و سپس در زبان پالی Yona و در هند و یونانی Yonaka ذکر شده‌است.
امروزه کلمات مشتق شده از Yūnān در زبان فارسی در زبان‌های دیگر چون ترکی، آذربایجانی، ازبکی، کردی، ارمنی، عربی، عبری، آرامی، زبانهای هندی (مانند هندی و اردو)، پشتو، لاز، و اندونزیایی و مالزیایی مالایی به کار گرفته می‌شود.

## فهرست اسامی به زبان‌های گوناگون

### اسامی مشتق شده از Hellas
سومین شکل اصلی، "Hellas" و مشتقات آن، توسط چند زبان در سراسر جهان از جمله خود یونانی مورد استفاده قرار می‌گیرد. در چندین زبان اروپایی که اصطلاح عادی از "Graecia" گرفته شده‌است، نامهای مشتق شده از "Hellas" به عنوان جایگزین‌های کمیاب یا شاعرانه وجود دارد.
- زبان یونانی
  - Polytonic: Ἑλλάς, Ἑλλάδα (Hellas, Hellada)
  - Monotonic: Ελλάς, Ελλάδα (Ellas, Ellada)
- زبان آرومانی: Elladhã
- زبان آلبانیایی: Elladhë[۵] (poetic, archaic, dialectal)
- زبان چینی: 希臘 / 希腊 (پین‌یین: Xīlà; جیوت‌پینگ: hei1 laap6)
- زبان ویتنامی: Hy Lạp / 希臘
- زبان هاوایی: Helena
- زبان انگلیسی: Hellas (rare usage, poetic)
- زبان نروژی (both نروژی نو and بوکمل): Hellas
- ایتالیایی: Ellade (rare usage)
- زبان کره‌ای: 희랍 (huirap) (rare usage)
- زبان پرتغالی: Hélade (rare usage)
- الفبای سیریلیک صربی: Хелада (archaic, poetic)
- زبان روسی: Эллада (poetic, ancient Greece)
- زبان اسپانیایی: Hélada/Hélade (rare usage)
- زبان بلغاری: Елада, latinized: Elada
- زبان لهستانی: Hellada (poetic)
- زبان رومانیایی: Elada (archaic)

### اسامی مشتق شده از Ionia
دومین شکل اصلی، که در بسیاری از زبانها استفاده می‌شود و ریشه مشترک آن yun یا ywn است، از نام یونانی Ionia، منطقه قبیله ایونی در آسیای صغیر وام گرفته شده‌ که از فارسی قدیم گرفته شده‌است. در یونانی، این اشکال به‌طور معمول برای نشان دادن کل ملت یونان یا یونان استفاده نشده‌است.
در ادبیات سانسکریت در هند، کلمه यवन yavana از این ریشه گرفته شده‌است و به معنی افرادی با ظاهر جوان است. تا ۲۵۰ سال قبل از میلاد به‌طور خاص برای مردم یونان استفاده می‌شد در حالی که پادشاهی‌های هند اغلب با یونان تجارت می‌کردند. پس از حمله اسکندر به مرزهای غربی هند، این کلمه به عنوان خارجی یا مهاجم معنای جدیدی پیدا کرد. کلمه यवन yawan به معنی «خارجی» هنوز در زبانهایی مانند هندی، مراتی و مالایالام استفاده می‌شود.
- زبان عربی: الیونان (al-Yōnān, al-Yūnān)
- زبان آرامی: ܝܘܢ or יון (Yawān, Yawon)
- ارمنی: Հունաստան (Hunastan)
  - ارمنی باستان: Յունաստան (Yunastan)
- زبان ترکی آذربایجانی: Yunanıstan
- زبان هندوستانی (زبان هندی and زبان اردو): यूनान / یونان (Yūnān)
- زبان عبری
  - عبری توراتی: יָוָן (Yavan, possibly pronounced Yāwān)
  - نسخه شاه جیمز Medieval English corruption of Hebrew via European languages which pronounce J as Y): Javan
  - عبری نوین: יוון (Yavan)
- زبان‌های کردی: Yunanistan
- زبان لازی: Yonaneti-Xorumona (ჲონანეთი-ხორუმონა)
- زبان مالایی (زبان مالزیایی and زبان اندونزیایی): Yunani (also in الفبای جاوی: یونانی)
- زبان مالایالم: യവനൻ (Yavanan)
- زبان فارسی: یونان (Yūnān)
- زبان پنجابی: ਯੂਨਾਨ / یونان (Yūnān)
- زبان سانسکریت: यवन (Yavana)
- فارسی تاجیکی: Юнон (Yunon)
- زبان ترکی استانبولی: Yunanistan
- زبان اردو: یونآن (Yūnān)
- زبان ازبکی: Yunoniston

### اسامی مشتق شده از Graecia
اولین شکل عمده اسامی از لاتین  Graecus  و  Graecia  یا اشکال معادل آنها در یونانی ناشی می‌شود که نامهای قبلی خود از آن گرفته شده‌اند. این اصطلاحات در یونانی از کار افتاده‌است.
- آفریکانس: Griekeland
- اسپرانتو: Grekio/Grekujo/Greklando
- زبان آرومانی: Gãrtsia
- زبان آلبانیایی: Greqia
- زبان آلمانی: Griechenland
- زبان اسپانیایی: Grecia
- زبان استونیایی: Kreeka
- زبان اسلواکی: Grécko
- زبان اسلوونیایی: Grčija
- زبان انگلیسی: Greece
- زبان اودمورت: Грециялэн (Gretsijalen)
- زبان اوریه:ଗ୍ରୀସ (Grīs)
- زبان اوکراینی: Греція (Hretsiya)
- زبان ایتالیایی: Grecia
- زبان ایرلندی: An Ghréig
- زبان ایسلندی: Grikkland
- زبان باسکی: Grezia
- زبان بلاروسی: Грэцыя (Hrecyja)
- زبان بلغاری: Гърция (Gǎrtsiya)
- زبان بنگالی: গ্রিস (Gris)
- زبان پرتغالی: Grécia
- زبان تامیلی: கிரீஸ் (Kirīs)
- زبان تای: กรีซ (Krit)
- زبان تلوگو: గ్రీస్ (Grīs)
- زبان چچنی: Греци (Gretsi)
- زبان چکی: Řecko
- زبان دانمارکی: Grækenland
- زبان روسی: Греция (Gretsiya)
- زبان رومانیایی: Grecia
- زبان ژاپنی: ギリシャ (Girisha)
- زبان سوئدی: Grekland
- زبان سینهالی: ග්රීසිය Grisiya
- زبان صربی‌کرواتی: Грчка/Grčka
- زبان فرانسوی: Grèce
- زبان فریسی غربی: Grikelân
- زبان فنلاندی: Kreikka
- زبان فیلیپینی: Gresya
- زبان کاتالان: Grècia
- زبان کانارا: ಗ್ರೀಸ್ (Grīs)
- زبان کره‌ای: 그리스 (Geuriseu)
- زبان کریول آییسینی: Grès
- زبان کورنی: Pow Grek
- زبان گالیسی: Grecia
- زبان لتونیایی: Grieķija
- زبان لهستانی: Grecja
- زبان لیتوانیایی: Graikija
- زبان مائوری: Kirihi
- زبان مالاگاسی: Grisy
- زبان مالایالم: ഗ്രീസ് (Grīs)
- زبان مالتی: Greċja
- زبان مجاری: Görögország
- زبان مراتی: ग्रीस (Grīs)
- زبان مغولی: Грек / ᠭᠷᠧᠺ (Gryek)
- زبان مقدونی: Грција / Grcija
- زبان نپالی: ग्रीस (Grīs)
- زبان ولزی: Groeg
- زبان هلندی: Griekenland
- گیلیک اسکاتلندی: A 'Ghrèig

## کتابشناسی
منابع اولیه
- ارسطو،  آثار علوی, online in the University of Adelaida Library
- هزیود،  Catalogue of Women, online in the Online Medieval & Classical Library
- Stephanus (1849).  Meineke, Augustus (ed.). Ethnica (به یونانی) (1849 ed.). Reimer.

منابع ثانویه
- Smith, William (1854). Dictionary of Greek and Roman Geography. Vol. 1. Little, Brown and Co.
- Smith, William (1849). Dictionary of Greek and Roman Biography and Mythology. Vol. 2. J. Walton.